# تحية بنت سليمان
تحية بنت سليمان بن عمر راوية للحديث روت عن عمها محمد بن عمر الواسطي، وروى عنها يحى بن علي الحضرمي.